# Breaking na Letnich Igrzyskach Olimpijskich 2024 – kobiety
Zawody indywidualne kobiet (B-Girls) w breakingu podczas Letnich Igrzysk Olimpijskich 2024 odbyły się 9 sierpnia 2024 na Place de la Concorde.
Ami Yuasa (B-Girl Ami) z Japonii zdobyła złoty medal, Dominika Baniewicz (B-Girl Nicka) z Litwy zdobyła srebro, a Chinka Liu Qingyi (B-Girl 671) brąz.

## Wyniki

### Bitwa przedkwalifikacyjna
| Pozycja | Zawodniczka    | Pseudonim | Reprezentacja                      | Rundy | Głosy | Uwagi |
| ------- | -------------- | --------- | ---------------------------------- | ----- | ----- | ----- |
| 1.      | India Sardjoe  | India     | Holandia                           | 3     | 27    | Q     |
| 2.      | Manizha Talash | Talash    | Olimpijska reprezentacja uchodźców | DSQ   | DSQ   | DSQ   |

### Faza grupowa

#### Grupa A
| Pozycja | Zawodniczka    | Pseudonim | Reprezentacja     | Rundy | Głosy | Uwagi |
| ------- | -------------- | --------- | ----------------- | ----- | ----- | ----- |
| 1.      | India Sardjoe  | India     | Holandia          | 6     | 48    | Q     |
| 2.      | Liu Qingyi     | 671       | Chiny             | 4     | 33    | Q     |
| 3.      | Sunny Choi     | Sunny     | Stany Zjednoczone | 2     | 15    |       |
| 4.      | Vanessa Marina | Vanessa   | Portugalia        | 0     | 12    |       |

#### Grupa B
| Pozycja | Zawodniczka        | Pseudonim | Reprezentacja     | Rundy | Głosy | Uwagi |
| ------- | ------------------ | --------- | ----------------- | ----- | ----- | ----- |
| 1.      | Dominika Baniewicz | Nicka     | Litwa             | 5     | 42    | Q     |
| 2.      | Sya Dembélé        | Syssy     | Francja           | 4     | 33    | Q     |
| 3.      | Logan Edra         | Logistx   | Stany Zjednoczone | 3     | 33    |       |
| 4.      | Rachael Gunn       | Raygun    | Australia         | 0     | 0     |       |

#### Grupa C
| Pozycja | Zawodniczka       | Pseudonim | Reprezentacja | Rundy | Głosy | Uwagi |
| ------- | ----------------- | --------- | ------------- | ----- | ----- | ----- |
| 1.      | Ami Yuasa         | Ami       | Japonia       | 6     | 52    | Q     |
| 2.      | Zeng Yingying     | Ying Zi   | Chiny         | 4     | 35    | Q     |
| 3.      | Antilai Sandrini  | Anti      | Włochy        | 2     | 19    |       |
| 4.      | Fatima El-Mamouny | Elmamouny | Maroko        | 0     | 2     |       |

#### Grupa D
| Pozycja | Zawodniczka       | Pseudonim | Reprezentacja | Rundy | Głosy | Uwagi |
| ------- | ----------------- | --------- | ------------- | ----- | ----- | ----- |
| 1.      | Kateryna Pawłenko | Kate      | Ukraina       | 4     | 35    | Q     |
| 2.      | Ayumi Fukushima   | Ayumi     | Japonia       | 4     | 31    | Q     |
| 3.      | Anna Ponomarenko  | Stefani   | Ukraina       | 4     | 30    |       |
| 4.      | Carlota Dudek     | Carlota   | Francja       | 0     | 12    |       |

### Faza pucharowa
|  |              |              |              |       |        |           |           |           |                    |                    |                    |       |       |
|  | Ćwierćfinały | Ćwierćfinały | Ćwierćfinały |       |        | Półfinały | Półfinały | Półfinały |                    |                    | Finał              | Finał | Finał |
|  | Ćwierćfinały | Ćwierćfinały | Ćwierćfinały |       |        | Półfinały | Półfinały | Półfinały |                    |                    | Finał              | Finał | Finał |
|  |              |              |              |       |        |           |           |           |                    |                    |                    |       |       |
|  |              |              |              |       |        |           |           |           |                    |                    |                    |       |       |
|  | Syssy        | Syssy        | 0 (2)        |       |        |           |           |           |                    |                    |                    |       |       |
|  | Syssy        | Syssy        | 0 (2)        |       |        |           |           |           |                    |                    |                    |       |       |
|  | Ami          | Ami          | 3 (25)       |       |        |           |           |           |                    |                    |                    |       |       |
|  | Ami          | Ami          | 3 (25)       |       |        | Ami       | Ami       | 2 (17)    |                    |                    |                    |       |       |
|  |              |              |              |       |        | Ami       | Ami       | 2 (17)    |                    |                    |                    |       |       |
|  |              |              | India        | India | 1 (10) |           |           |           |                    |                    |                    |       |       |
|  | India        | India        | India        | India | 1 (10) | 2 (17)    |           |           |                    |                    |                    |       |       |
|  | India        | India        |              |       |        |           |           |           |                    |                    |                    |       |       |
|  | Ayumi        | Ayumi        | 1 (10)       |       |        |           |           |           |                    |                    |                    |       |       |
|  | Ayumi        | Ayumi        | 1 (10)       |       |        | Ami       | Ami       | 3 (16)    |                    |                    |                    |       |       |
|  |              |              |              |       |        |           |           |           |                    |                    |                    |       |       |
|  |              |              | Nicka        | Nicka | 0 (11) |           |           |           |                    |                    |                    |       |       |
|  | 671          | 671          | Nicka        | Nicka | 0 (11) | 3 (20)    |           |           |                    |                    |                    |       |       |
|  | 671          | 671          |              |       |        |           |           |           |                    |                    |                    |       |       |
|  | Kate         | Kate         | 0 (7)        |       |        |           |           |           |                    |                    |                    |       |       |
|  | Kate         | Kate         | 0 (7)        |       |        | 671       | 671       | 1 (9)     | Bitwa o 3. miejsce | Bitwa o 3. miejsce | Bitwa o 3. miejsce |       |       |
|  |              |              |              |       |        | 671       | 671       | 1 (9)     | Bitwa o 3. miejsce | Bitwa o 3. miejsce | Bitwa o 3. miejsce |       |       |
|  |              |              | Nicka        | Nicka | 2 (18) |           |           |           |                    |                    |                    |       |       |
|  | Ying Zi      | Ying Zi      | Nicka        | Nicka | 2 (18) | 0 (1)     |           |           |                    |                    |                    |       |       |
|  | Ying Zi      | Ying Zi      |              |       |        |           |           | India     | India              | 1 (8)              |                    |       |       |
|  | Nicka        | Nicka        | 3 (26)       |       |        |           |           | India     | India              | 1 (8)              |                    |       |       |
|  | Nicka        | Nicka        | 3 (26)       |       |        | 671       | 671       | 2 (19)    |                    |                    |                    |       |       |
|  |              |              |              |       |        | 671       | 671       | 2 (19)    |                    |                    |                    |       |       |